# 缘口属
缘口属（学名：Paryphostomum）为棘口科的一个属。
现并入锥棘属（Petasiger Dietz, 1909）。

## 下属物种
本属包括以下物种：
- 白洋淀缘口吸虫 Paryphostomum baiyangdienensis Ku,Pan,Chiu,et al.,1973 80
- 辐射缘口吸虫 Paryphostomum radiatum (Dujardin,1845) Dietz,1909 80